# Losówko
Losówko – osada w Polsce położona w województwie wielkopolskim, w powiecie kościańskim, w gminie Kościan.